# Resolutie 1632 Veiligheidsraad Verenigde Naties
Resolutie 1632 van de Veiligheidsraad van de Verenigde Naties werd unaniem door de VN-Veiligheidsraad aangenomen op 18 oktober 2005 en verlengde de groep van experts die onderzoek deed naar de wapenstromen naar Ivoorkust met twee maanden.

## Achtergrond
In 2002 brak in Ivoorkust een burgeroorlog uit tussen de regering in het christelijke zuiden en rebellen in het islamitische noorden van het land. In 2003 leidden onderhandelingen tot de vorming van een regering van nationale eenheid en waren er Franse en VN-troepen aanwezig. In 2004 zegden de rebellen hunvertrouwen in de regering op en namen opnieuw de wapens op. Op 6 november kwamen bij Ivoriaanseluchtaanvallen op de rebellen ook 9 Franse vredeshandhavers om. Nog die dag vernietigden de Fransen de gehele vloot van de Ivoriaanse luchtmacht, waarna er ongeregeldheden uitbraken in de hoofdstad Abidjan.

## Inhoud
De Veiligheidsraad:
- Herinnert aan zijn vorige resoluties over de situatie in Ivoorkust, en vooral de resoluties 1572, 1587 en 1609.
- Verwelkomt de inspanningen van de secretaris-generaal, de Afrikaanse Unie en de ECOWAS om de vrede en stabiliteit in Ivoorkust te herstellen.
- Herinnert aan het tussenrapport van de groep van experts in navolging van resolutie 1584.
- Bepaalt dat de situatie de vrede en veiligheid in de regio blijft bedreigen.
- Handelend onder hoofdstuk VII van het Handvest van de Verenigde Naties.

1. Beslist het mandaat van de groep van experts te verlengen tot 15 december.
2. Verzoekt de groep van experts voor 1 december een kort verslag uit te brengen over de uitvoering van de middels resolutie 1572 opgelegde maatregelen.
3. Besluit actief op de hoogte te blijven.

## Verwante resoluties
- Resolutie 1603 Veiligheidsraad Verenigde Naties
- Resolutie 1609 Veiligheidsraad Verenigde Naties
- Resolutie 1633 Veiligheidsraad Verenigde Naties
- Resolutie 1643 Veiligheidsraad Verenigde Naties

Lijst ·  1581 ·  1582 ·  1583 ·  1584 ·  1585 ·  1586 ·  1587 ·  1588 ·  1589 ·  1590 ·  1591 ·  1592 ·  1593 ·  1594 ·  1595 ·  1596 ·  1597 ·  1598 ·  1599 ·  1600 ·  1601 ·  1602 ·  1603 ·  1604 ·  1605 ·  1606 ·  1607 ·  1608 ·  1609 ·  1610 ·  1611 ·  1612 ·  1613 ·  1614 ·  1615 ·  1616 ·  1617 ·  1618 ·  1619 ·  1620 ·  1621 ·  1622 ·  1623 ·  1624 ·  1625 ·  1626 ·  1627 ·  1628 ·  1629 ·  1630 ·  1631 ·  1632 ·  1633 ·  1634 ·  1635 ·  1636 ·  1637 ·  1638 ·  1639 ·  1640 ·  1641 ·  1642 ·  1643 ·  1644 ·  1645 ·  1646 ·  1647 ·  1648 ·  1649 ·  1650 ·  1651